# Dara (Égypte)
Pour les articles homonymes, voir Dara.
Dara est un site de Moyenne-Égypte.
Dans des fouilles effectuées sur le site, on y a trouvé des offrandes funéraires dont des oies prêtes à rôtir en albâtre datant d'environ -2200 (exposées au musée du Louvre) ; un pectoral-scarabée de cœur y aurait été également trouvé -mais la provenance est incertaine-, il se trouve au Metropolitan Museum of Art à New-York.